# 1558
Cette page concerne l'année 1558  du calendrier julien.
L'année 1558 est une année commune qui commence un samedi.

## Événements
- 3 janvier : Mem de Sá prend ses fonctions de gouverneur du Brésil à Bahia[1].
- Janvier, Inde : reddition de la forteresse de Gwalior au sud d'Agra, dernière place afghane, assiégée par les Moghols. La même Akbar annexe Ajmer, porte du Rajasthan, et Jaunpur[2].
- Janvier-février, guerre d'Arauco : Caupolicán (es), chef des Araucans, est pris et exécuté alors qu’il tentait de prendre Cañete[3]. La résistance des autochtones au pouvoir espagnol au Chili se poursuit. Nangoniel sera tué à seize ans en essayant d’enlever un fortin, Quintunguenu tiendra tête au capitaine Sotomayo, et Janequeo, une femme, tiendra en échec les troupes espagnoles[4].
- 27 mars : fondation de Osorno, au Chili[5].
- 15 avril : début de l'exploitation des mines de Guanajuato au Mexique[6].
- 19 mai : les Portugais installent un comptoir à Malé, aux Maldives (fin en 1573)[7].

### Europe
- 8 janvier : prise de Calais, dernière possession anglaise sur le continent, par les Français sous la conduite de François Ier, duc de Guise, après huit jours de siège[8]. La reine d’Angleterre, Marie Tudor, doit faire la paix.
- 20 janvier :  François Ier de Guise s'empare de Guînes puis de Ham[8].
- 22 janvier : début de la guerre de Livonie (fin en 1583)[9]. Une armée russe, composée en partie de Tatars, envahit et ravage la Livonie. Narva et Tartu (Dorpat) sont prises et pillées. Le maître de l’ordre Teutonique et l’archevêque de Riga en appellent à la Pologne, les évêques d’Ösel et de Reval se tournent vers le Danemark et la Suède, tandis que les paysans estes se soulèvent.
- Janvier : échec d'un raid de Mehmed Giray, fils du khan de Crimée, contre la Moscovie[10].

- 2 février : fondation de l'Université d'Iéna[11].

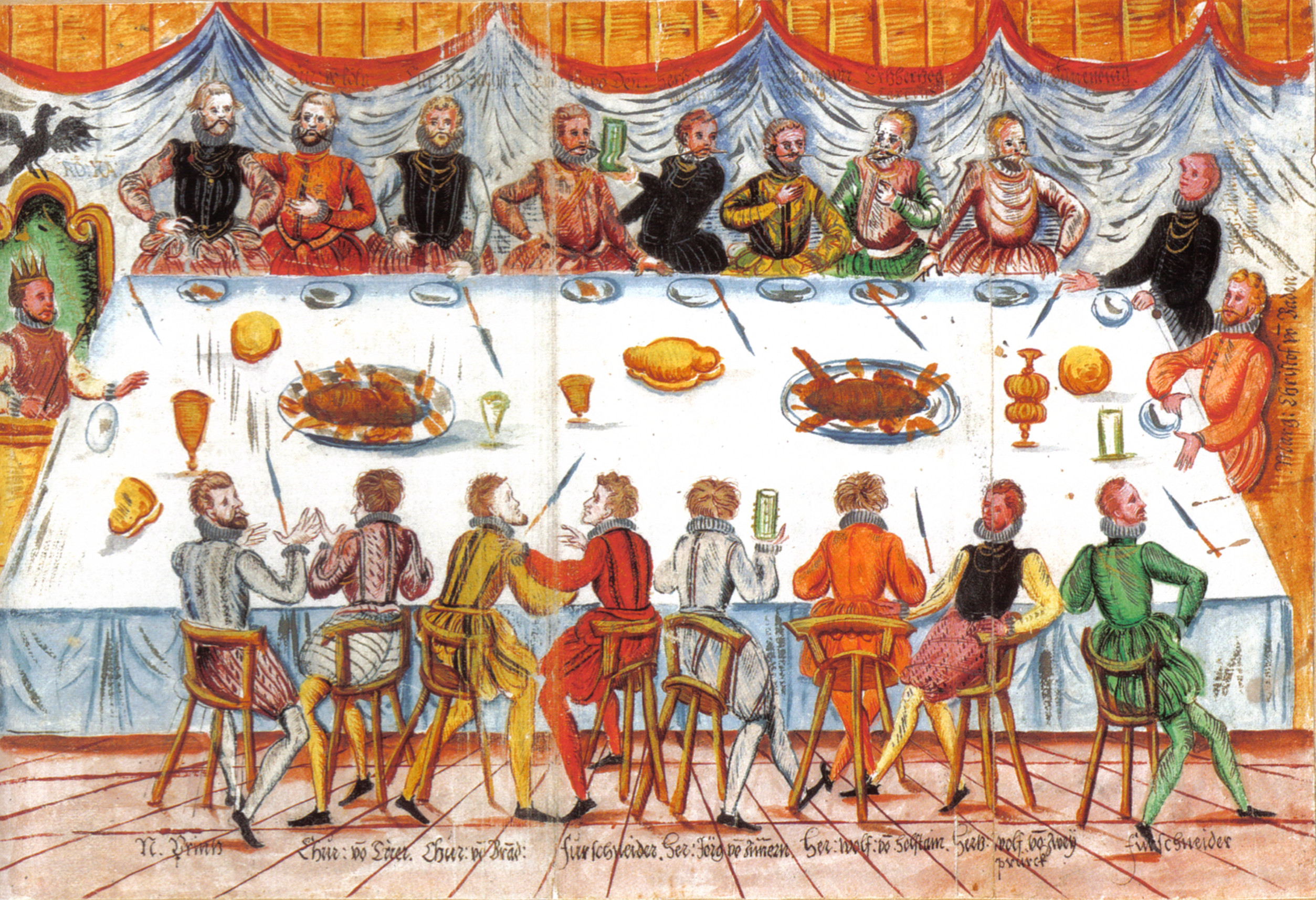
28 février : Ferdinand Ier est confirmé empereur romain germanique par les électeurs à Francfort

- 28 février[13], Francfort : les électeurs reconnaissent la renonciation de Charles Quint à l'Empire.
- Février : banqueroute partielle en France[14]. Henri II de France réduit le taux d’intérêt des rentes. La mesure provoque la panique sur les marchés boursiers. Faillite du Grand Parti de Lyon[15].

- 12 mars : élection de Ferdinand Ier, empereur romain germanique à Francfort[16].
  - Le pape Paul IV conteste l’élection de Ferdinand de Habsbourg, roi des Romains, comme empereur au nom des prérogatives du Saint-Siège. Le chancelier de l’Empire, Held, lui répond qu’il ne reconnaît pas son autorité[17].

- Printemps : le prince polonais Dmytro Vychnevetsky, allié d’Ivan IV, mène un raid contre le Khanat de Crimée ; à l'automne, il ravage la région de Perekop avant de remonter le Dniepr[10].

- 4 avril, Russie : Anika et Grigori Stroganov obtiennent d’importantes concessions de terres sur la Kama et à l’ouest de l’Oural, avec pour mission d’y installer des colons[18].
- 23 avril : l'Anglais Anthony Jenkinson, avec la permission du tsar, quitte Moscou et descend la Volga jusqu’à Kazan (13 juin) et Astrakhan (14 juillet), traverse la mer Caspienne (6 août) et rejoint la Perse. Il atteint Boukhara par Khiva le 23 décembre. Il est de retour à  Moscou le 2 septembre 1559[19].
- 24 avril : le dauphin François (futur François II) épouse Marie Stuart[20].

- 11 mai : prise de Narva par les Russes[9]. La Russie accède à la Baltique par l’occupation de la Livonie et de l’Estonie.

- Mai : les Ottomans s'emparent de la forteresse de Tata en Hongrie. Soliman le Magnifique réclame comme préalable à la paix la remise de Szigetvár, ce que Ferdinand de Habsbourg refuse ; un armistice est conclu pour sept mois à la fin de l'année[9].

- 2 juillet : Jacques Lainez est élu Préposé général de la Compagnie de Jésus (fin en 1565)[21].
- 13 juillet :  défaite française à la bataille de Gravelines face aux Espagnols du comte d’Egmont. Négociations de paix entre les Habsbourg et les Valois durant l’été[22].
- 18 juillet : prise de Dorpat par les Russes[23].
- 29 juillet : Le Conquet est saccagé par une flotte anglo-hollandaise[24].

- 17 novembre : mort de la reine d’Angleterre Marie Tudor, devenue très impopulaire après la perte de Calais. Elle laisse le trône à sa demi-sœur, Élisabeth, fille d’Anne Boleyn (fin de règne en 1603)[25]. L’Angleterre est en guerre, sans argent et en proie aux troubles religieux. La reine s’appuie sur le Conseil privé[26] pour reprendre le pays en main. Elle conserve dans un premier temps une bonne partie des conseillers de Marie Tudor, puis se sépare des ecclésiastiques pour en faire un organe exclusivement laïc. Dès son avènement, pour se débarrasser des opposants, la reine remplace entre 30 et 50 % des juges de Paix (sur environ 1300 dans le royaume).
- 31 décembre : le pape Paul IV fait publier le premier Index, qui interdit les écrits hostiles à l'Église[27].

- Disette à Valence (Espagne)[28].

- Fondation de la bourse de Hambourg, la première en Allemagne[29].

## Naissances en 1558
- 31 janvier : Tobias Hess, juriste du Saint-Empire romain germanique († 24 novembre 1614).
- Janvier ou Février : Hendrik Goltzius, dessinateur, peintre et graveur néerlandais († 1er janvier 1617).
- 5 février : Heinrich Schickhardt, architecte, urbaniste et ingénieur militaire allemand († 14 janvier 1635).
- 14 février : Andrea Morosini, historien vénitien († 13 juillet 1618).
- 7 mars : Jean VII de Mecklembourg-Schwerin, duc de Mecklembourg-Schwerin († 22 mars 1592).
- 8 mars : Albert Radziwiłł,  grand maréchal de Lituanie († 13 juin 1592).
- 22 mai : Françoise de Cezelli, membre d'une famille noble de Montpellier († 16 octobre 1615).
- 20 juin: Markus Welser, humaniste, historien et éditeur allemand († 23 juin 1614).
- 11 juillet : Robert Greene, dramaturge, poète et pamphletiste anglais († 3 septembre 1592).
- 8 août : George Clifford, 3e comte de Cumberland († 30 octobre 1605).
- 19 août : François de Bourbon-Conti, prince de sang de la maison de Condé († 3 août 1614).
- 24 août : Ishikawa Goemon, bandit japonais († 8 octobre 1594).
- 9 septembre :
  - Philippe-Emmanuel de Lorraine, duc de Mercœur et de Penthièvre, marquis de Nomeny, baron d'Ancenis et gouverneur de Bretagne († 19 février 1602).
  - Madeleine de Waldeck, fille de Philippe IV de Waldeck († août 1599 ou septembre 1599).
- 27 septembre : Quirin Reuter, théologien protestant du Saint-Empire romain germanique († 22 mars 1613).
- ? septembre : Lanfranco Margotti, cardinal italien († 30 novembre 1611).
- 3 octobre : Léonard de Trappes, 87e évêque et 45e archevêque d'Auch († 29 octobre 1629).
- 6 octobre : Jacob Bunel, peintre français de la seconde école de Fontainebleau († 14 octobre 1614).
- 11 octobre : Asadullah Khan, prince afghan († 18 mars 1627).
- 12 octobre : Maximilien III d'Autriche, prince de la maison de Habsbourg († 2 novembre 1618).
- 19 octobre : Giovanni Alberti, peintre italien († 10 août 1601).
- 25 octobre : Ottavio Bandini, cardinal italien († 1er août 1629).
- 30 octobre : Jacques Nompar de Caumont, 1er duc de La Force, pair de France († 10 mai 1652).
- 8 décembre : François de La Rochefoucauld, cardinal français, évêque de Senlis († 14 février 1645).
- 9 décembre : André du Laurens, premier médecin du roi Henri IV († 6 août 1609).
- Date précise inconnue :
  - Jérôme d'Avost, poète français († 1592).
  - Anthony Bacon, membre de la famille Bacon de l'ère élisabéthaine, frère de Francis Bacon († 1601).
  - Giovanni Bassano, compositeur italien († 17 août 1617).
  - Pedro Bermudez, compositeur et maître de chapelle espagnol originaire d'Andalousie († 1605).
  - Bessho Nagaharu, daimyo de l'époque Sengoku († 2 février 1580).
  - Jules-César Boulenger, historien et jésuite français († 1er août 1628).
  - Giovanni Simone Comandè, peintre italien († 1630).
  - Baldassare Croce, peintre italien († 8 novembre 1628).
  - Philippe d'Egmont, militaire du Comté de Hainaut († 14 mars 1590).
  - Ei Hisatora, samouraï de l'époque Sengoku au service du clan Shimazu († 6 septembre 1587).
  - Fronton du Duc, prêtre jésuite, théologien et patrologue français († 25 septembre 1624).
  - Pietro Amico Giacobetti, compositeur italien  († 1616).
  - Hachisuka Iemasa, daimyo de la fin de l'époque Azuchi Momoyama au début de l'époque d'Edo († 2 février 1639).
  - William Hart, martyr anglais († 15 mars 1583).
  - Hon'ami Kōetsu, céramiste, calligraphe, peintre, poète et potier japonais († 27 février 1637).
  - David Hume de Godscroft, historien et théoricien politique écossais († 1629).
  - Ikegusuku Anrai, aristocrate et fonctionnaire du gouvernement du royaume de Ryūkyū († 1er février 1623).
  - Chen Jiru, peintre et écrivain chinois († 1639).
  - Kabayama Hisataka, samouraï au service du clan Shimazu au début de l'époque d'Edo († 1er avril 1634).
  - Thomas Kyd, dramaturge anglais du théâtre élisabéthain  († 1594).
  - Cardin Lebret, homme politique et juriste français († 24 janvier 1655).
  - Isaac Le Maire, commerçant néerlandais, originaire des Pays-Bas méridionaux († 20 septembre 1624).
  - Kōriki Masanaga, daimyo de l'époque Azuchi Momoyama, à la tête du domaine d'Iwatsuki († 14 juin 1599).
  - Claus Christoffersen Lyschander, poète et historien danois († 1623 ou 1624).
  - Abd el-Ouahed ben Messaoud, diplomate marocain († ?).
  - Michel Ier le Brave, prince valaque († 8 août 1601).
  - Mori Nagayoshi, samouraï du clan Oda durant l'époque Sengoku († 18 mai 1584).
  - Olivier van Noort, navigateur et flibustier néerlandais († 22 février 1627).
  - Oda Nobukatsu, samouraï de l'époque Azuchi Momoyama († 10 juin 1630).
  - Oda Nobutaka, samouraï de l'époque Sengoku, membre du clan Oda († juin 1583).
  - William Perkins, théologien anglican anglais († 22 octobre 1602).
  - Mikołaj Sapieha, magnat de Pologne-Lituanie († 1638).
  - François Solier, jésuite et théologien français († 16 octobre 1638).
  - Ferdinando Taverna, cardinal italien († 29 août 1619).
  - Héliodore de Thiard, militaire français († 1593).
  - Urasoe Chōshi, aristocrate et fonctionnaire du gouvernement du royaume de Ryūkyū († 1620).
  - Jan de Wael I, peintre et graveur flamand († 7 décembre 1633).
  - Henri Walpole, prêtre jésuite anglais († 7 avril 1595).
- Vers 1558 :
  - Richard Carlton, compositeur anglais († vers 1638).
  - Thomas Lodge, médecin et dramaturge anglais († septembre 1625).
  - Bénigne Poissenot, écrivain français († ?).
  - Thomas Smythe, marchand, homme politique et administrateur colonial anglais († 4 septembre 1625).

## Décès
- 28 janvier : Jacob Micyllus, humaniste et poète allemand (° 6 avril 1503).

- 8 mars : Pietro Bertani, cardinal italien (° 4 novembre 1501).
- 24 mars : Anne d'Egmont, Comtesse de Buren et Lady d'Egmont, première épouse de Guillaume Ier d'Orange-Nassau (° ? mars 1533).

- 10 avril : Melchior Zobel von Giebelstadt, prince-évêque de Wurtzbourg (° 18 septembre 1505).
- 17 avril : Roxelane (née Aleksandra Lisowska, renommée Karima Haseki-Sultana), quatrième épouse (d'origine polonaise) du sultan ottoman Soliman le Magnifique (° vers 1500).

- 4 juin : Maximilien II de Bourgogne, marquis de Veere et seigneur de Beveren, était un noble des Pays-Bas au service des Habsbourg (° 28 juillet 1514).
- 21 juin : Pierre Strozzi, maréchal de France au siège de Thionville (° vers 1510).

- 6 septembre : Sir Robert Broke, juriste et homme politique anglais.
- 25 septembre : Charles Quint à Yuste (Castille); terme admis pour la Renaissance (° 24 février 1500).

- 18 octobre : Marie de Hongrie (1505-1558), sœur de Charles Quint, gouverneur des Pays-Bas (° 15 septembre 1505).
- 21 octobre : Jules César Scaliger, humaniste et médecin italien à Agen (° 23 avril 1484).
- 14 octobre : Mellin de Saint-Gelais, poète de cour français (Angoulême (° vers 1491).

- 12 novembre : Claude d'Urfé, gouverneur général et Bailli du Forez (° 24 février 1501).
- 17 novembre :
  - Hugh Aston, compositeur anglais (° vers 1485).
  - Reginald Pole, archevêque de Cantorbéry, cardinal de l'Église catholique romaine (° mars 1500).
  - Marie Tudor, reine d'Angleterre et d'Irlande (° 18 février 1516).
- Après le 3 décembre : Bartolomeo Genga, architecte italien (° 1518)[30].
- 20 décembre : Juan de Vega, 6e seigneur du Grajal, diplomate au service de Charles Quint et ambassadeur d'Espagne à Rome (° 1507).
- 23 décembre : Sir John Baker, homme d'État anglais.

- Date précise inconnue :
  - Hans Döring, peintre et graveur sur bois allemand (° vers 1490).
  - Cesare Fiaschi, écuyer italien (° 1523).
  - Clément Janequin, prêtre et compositeur français (° vers 1485).
  - Dervish Ali Khan, dernier Khan d'Astrakhan.
  - Gianbatista Pignatelli, écuyer napolitain (° 1525).
  - Anne Élisabeth Radziwiłł, fille de Jerzy Radziwiłł (° 1518).